# Zevaco
Zevaco (in francese Zévaco, in corso Zevacu) è un comune francese di 61 abitanti situato nel dipartimento della Corsica del Sud nella regione della Corsica.

## Società

### Evoluzione demografica
Abitanti censiti